# 默克里舒盧伊鄉
44°45′N 26°50′E / 44.750°N 26.833°E
默克里舒盧伊鄉（羅馬尼亞語：Comuna Valea Măcrișului, Ialomița），是羅馬尼亞的鄉份，位於該國南部，由雅洛米察縣負責管轄，面積110平方公里，海拔高度60米，2007年人口1,897，人口密度每平方公里17人。